# Cho Seung-youn
Cho Seung Youn, cunoscut și sub numele de Woodz (n. 5 august 1996, Gyeonggi-do, Coreea de Sud), este cântăreț, compozitor, rapper, dansator și producător sud-coreean.